# 나쁜놈이 더 잘잔다
"나쁜놈이 더 잘잔다"는 2010년에 개봉된 대한민국의 영화이다.

## 캐스팅
- 김흥수 : 윤성 역
- 오태경 : 종길 역
- 서장원 : 영조 역
- 조안 : 해경 역
- 최덕문 : 이 감독 역
- 김준배 : 양 사장 역
- 신택기 : 태호 역
- 강성민 : 영식 역
- 윤미경 : 지수 역
- 이종길 : 여행사 사장 역
- 최욱 : 족제비 역
- 박기덕 : 을석 역
- 김정상 : 오타쿠 역
- 조은데 : 보바리 역
- 홍금님 : 경숙 역
- 임철민 : 취객 역
- 기주봉 : 포르노바이어 역 (우정출연)
- 이용녀 : 모텔녀 역 (우정출연)
- 최광희 : 기자 (목소리) 역 (우정출연)